# Ландон
Ландон е римски папа за около половин година в периода 913 – 914 г. Избран е за папа през юли или август 913 г. Починал приблизително шест месеца по-късно – през февруари или март 914 г.
Роден е в Сабина, Италия. Баща му се е казвал Таино. Ландон не променя името си при встъпването си в длъжност като папа, за постигането на което се предполага, че се е възползвал от услугите на влиятелните приятели, които е имал. Не се знае много за него. Останал е в историята с това, че е последният папа, носещ неизползвано папско име, чак докато папа Йоан Павел I не прави същото през 1978 г.